# Ukrajinofobija
Ukrajinofobija, protiukrajinsko razpoloženje  ali antiukrajinstvo je sovraštvo do Ukrajincev, ukrajinske kulture, ukrajinskega jezika, Ukrajine kot naroda ali vsega naštetega. Njeno nasprotje je ukrajinofilija.
V sodobnih časih lahko močno prisotnost ukrajinofobije zaznamo na treh geografskih območjih, kjer se razlikuje po svojih koreninah in pojavnosti:
- v Ruski federaciji in med rusko govorečim prebivalstvom jugovzhodne Ukrajine (kjer je večja manjšina etničnih Rusov)[2][navedi št.strani]
- na Poljskem
- v Kanadi, kjer je prisotna večja ukrajinska diaspora

Ukrajinofobija pa se pojavlja tudi v marsikaterih drugih državah, nov zagon je v sodobnem času dobila z rusko agresijo. Zgodovinsko gledano je bila ukrajinska kultura zatirana v državah, ki so vključevale ukrajinsko prebivalstvo: Rusko cesarstvo, Sovjetska zveza in zgodovinske Poljske države.
Sodobni znanstveniki opredeljujejo dve vrsti protiukrajinskega razpoloženja. Ena temelji na diskriminaciji Ukrajincev na podlagi njihovega etničnega ali kulturnega izvora, kar je tipična vrsta ksenofobije in rasizma. Druga temelji na konceptualnem zavračanju Ukrajincev kot dejanske etnične skupine, pri čemer se ukrajinska kultura in jezik obravnavata kot »nenaravna« in »umetno oblikovana«; na prelomu 20. stoletja je več avtorjev podprlo trditev, da sta bila ukrajinska identiteta in jezik umetno ustvarjena, da bi spodkopala Rusijo. Ta argument je objavilo več konzervativnih ruskih avtorjev.

## Ukrajinofobni stereotipi
Ukrajinofobni stereotipi segajo od zasmehovanja do pripisovanja negativnih lastnosti celotnemu ukrajinskemu narodu.
- Ukrajinci jedo večinoma salo.[4]
- Ukrajinci so pohlepni.[4]
- Ukrajinci so pretkani in zviti.[4]
- Ukrajinci so izdajalci.[4]
- Ukrajinci so antisemiti.[4]
- Ukrajinski jezik je pravzaprav smešno in polomljeno narečje ruskega jezika.[5]
- Ukrajinci so neizobraženi in nimajo kulture.[6]
- Ukrajinski nacionalizem je tesno povezan z neonacizmom. To je pogosta tema ruskih dezinformacij v rusko-ukrajinski vojni, najpogosteje vključuje sledeče stereotipe:
  - V ukrajinski družbi dominirajo neonacisti in ultranacionalisti, ki preganjajo etnične Ruse in Ukrajince, ki govorijo rusko; ta stereotip je Rusija uporabila kot izgovor za invazijo Ukrajine leta 2022, cilj katere so navedli kot »denacifikacijo«.
  - Ukrajinci so simpatizerji nacionalističnih vodij iz obdobja 2. svetovne vojne Stepana Bandere in Romana Šuheviča, ki sta med drugim sodelovala z Nemčijo.[7] V resnici je 4,5 milijona Ukrajincev služilo v Rdeči armadi proti Nemčiji.[8] Poleg tega so nacisti šteli Ukrajince med podljudi (untermenschen) in jih tako tudi obravnavali.[9]

## Zgodovina

### Ruski imperij
Vzpon in širjenje ukrajinskega samozavedanja v času revolucij leta 1848 je povzročilo protiukrajinsko razpoloženje v nekaterih slojih družbe v Ruskem imperiju. Da bi upočasnili in nadzorovali to gibanje, je bila uporaba ukrajinskega jezika v Ruskem imperiju sprva omejena z uradnimi vladnimi odloki, kot je Valujevska okrožnica (18. julij 1863), pozneje pa je bila z Ems ukazom (18. maja 1876) prepovedana kakršna koli uporaba v tisku (z izjemo ponatisa starih dokumentov). Protiukrajinsko razpoloženje so širile organizacije, kot je »Črna stotinja«, ki so ostro nasprotovale ukrajinski samoodločbi. Nekatere omejitve glede uporabe ukrajinskega jezika so omilili v letih 1905–1907. Po februarski revoluciji leta 1917 so prenehali delovati.
Poleg Ems ukaza in Valujevske okrožnice je bilo od 17. stoletja, ko so Rusiji vladali Romanovi, bilo še več drugih protiukrajinskih ediktov. Leta 1720 je Peter Veliki izdal edikt o prepovedi tiskanja knjig v ukrajinskem jeziku, od leta 1729 pa so bili vsi ukazi in navodila samo v ruskem jeziku. Leta 1763 je Katarina Velika izdala odlok o prepovedi predavanj v ukrajinskem jeziku na akademiji Kijev-Mogila. Leta 1769 je Najsvetejša sinoda prepovedala tiskanje in uporabo ukrajinske abecede. Leta 1775 je bila uničena Zaporoška Seč. Leta 1832 se je celoten študij v šolah Desnobrežne Ukrajine začel izvajati izključno v ruščini. Leta 1847 je ruska vlada preganjala vse člane Bratovščine svetega Cirila in Metoda in prepovedala dela Tarasa Ševčenka, Pantelejmona Kuliša, Nikolaja Kostomarova in drugih. Leta 1862 so v Ukrajini zaprli vse brezplačne nedeljske šole za odrasle. Leta 1863 je ruski minister za notranje zadeve Valujev odločil, da maloruski jezik (ukrajinski jezik) nikoli ni obstajal in nikoli ne bi mogel obstajati. V času zime 1863–64 se je na zahodnih regijah Ruskega imperija zgodila januarska vstaja, ki je združila narode nekdanje Poljsko-litovske skupnosti. Naslednje leto, leta 1864, so v »Pravilniku o osnovni šoli« zahtevali, da se vse poučevanje izvaja v ruskem jeziku. Leta 1879 je ruski minister za šolstvo Dimitrij Tolstoj (pozneje ruski minister za notranje zadeve) uradno in odkrito izjavil, da je treba vse ljudi Ruskega imperija rusificirati. V osemdesetih letih 19. stoletja je bilo izdanih več ediktov, ki so prepovedovali izobraževanje v ukrajinščini v zasebnih šolah, gledališke predstave v ukrajinščini, kakršno koli uporabo ukrajinščine v uradnih ustanovah in pri krstu uporabljati ukrajinska imena. Leta 1892 je drugi edikt prepovedal prevajanja iz ruščine v ukrajinščino. Leta 1895 je Glavna uprava za založništvo prepovedala tiskanje otroških knjig v ukrajinščini. Leta 1911 je resolucija, sprejeta na 7. kongresu plemičev v Moskvi, prepovedala uporabo vseh drugih jezikov razen ruščine. Leta 1914 je ruska vlada uradno prepovedala praznovanje 100. obletnice Ševčenkovega rojstnega dne in namestila žandarje na Černeči gori. Istega leta je Nikolaj II. izdal odlok o prepovedi ukrajinskega tiska.

### Sovjetska zveza
Pod sovjetsko oblastjo v Ukrajini je bila po porazu Ukrajinske ljudske republike sprejeta politika korenizacije in je sprva podpirala ukrajinsko kulturno samozavedanje. Ta politika je bila postopno opuščena leta 1928 in v celoti ukinjena leta 1932 v korist splošne rusifikacije.
Leta 1929 je Mikola Kuliš napisal gledališko predstavo "Myna Mazailo", v kateri je avtor spretno prikazal kulturne razmere v Ukrajini. Znotraj sovjetske vlade naj ne bilo protiukrajinskega razpoloženja, ki je začelo zatirati vse vidike ukrajinske kulture in jezika v nasprotju z ideologijo proletarskega internacionalizma.
Leta 1930 je v Harkovu potekalo Sojenje Zvezi za osvoboditev Ukrajine, po katerem so bili številni nekdanji ukrajinski politiki in njihovi sorodniki deportirani v Srednjo Azijo. Etnično čiščenje proti ukrajinski inteligenci ni bilo nikoli ocenjeno in je slabo dokumentirano.
V času Sovjetske zveze se je v letih 1932–33 prebivalstvo Ukrajine zmanjšalo zaradi umetno ustvarjene lakote, imenovane gladomor, skupaj s prebivalstvom drugih bližnjih agrarnih območij ZSSR. Po mnenju nekaterih znanstvenikov sta kolektivizacija v Sovjetski zvezi in pomanjkanje industrije primarno prispevala k umrljivosti zaradi lakote (52% presežnih smrti), nekateri dokazi pa kažejo, da je obstajala diskriminacija etničnih Ukrajincev in Nemcev. Glede na članek Centra za raziskave ekonomske politike, ki so ga objavili leta 2021, so bile regije z višjim deležem ukrajinskega prebivalstva težje prizadete. Večje število držav danes gladomor definira kot genocid nad Ukrajinci. Sovjetska zveza je aktivno vodila politiko zanikanja gladomora.
Številni ugledni Ukrajinci so bili označeni kot nacionalisti ali protirevolucionarji, mnogi pa so bili zatirani in usmrčeni kot sovražniki ljudstva.
Januarja 1944 je imel na zasedanju Politbiroja Centralnega komiteja Komunistične partije (boljševiki) Stalin govor "O protileninskih napakah in nacionalističnih perverzijah v filmski zgodbi Aleksandra Dovženka "Ukrajina v plamenih". Sodobna analiza kaže, da je bil ukrajinski jezik v sovjetski medijski produkciji premalo zastopan.

### Sovraštvo poruski invaziji na Ukrajino
Po ruski invaziji na Ukrajino je na družbenih omrežjih narasla ukrajinofobija in dehumanizacija Ukrajincev. Podane so bile primerjave s sovražnim govorom, ki je v preteklosti bil uporabljen za upravičevanje nasilja proti različnim skupinam ljudi, kot so Judje v Holokavstu, žrtve Rdečih Kmerov v Kambodži in žrtve ruandskega genocida. Sovražni govor, podpiranje in spodbujanje nasilja vključuje podpiranje ruskih vojnih zločinov kot je pokol v Buči in različnih raketnih napadov na stanovanjske zgradbe. Profili, ki na družbenih omrežjih objavljajo take vsebine, hkrati pogosto širijo različne teorije zarot kot so »ukrajinski biolaboratoriji« in QANON, širijo sovraštvo proti različnim manjšinam in izražajo podporo Donaldu Trumpu.

## Po državah

### Ukrajina
V nedeljo, 15. julija 2012, je nacionalna televizijska postaja v Ukrajini First National v svojem informativnem programu "Tedenski pregled" (ukrajinsko Підсумки тижня) prikazala videoposnetek o razvoju protiukrajinskih razpoloženj v Ukrajini.
Propagandni članek, ki je bil objavljen na spletnem mestu Kremenčuškega oddelka Komunistične partije Ukrajine, je trdil, da je bila zgodovina, ki je bila objavljena v času sovjetskega režima, prava zgodovina in da so nova zgodovinska dejstva, ki se odkrivajo iz arhivov, napačna. Članek tudi zanika obstoj ukrajinske kulture.
Mikola Levčenko, ukrajinski parlamentarec iz Stranke regij, in namestnik mestnega sveta Donecka pravi, da bi moral biti samo en jezik, ruski. Pravi, da je ukrajinski jezik nepraktičen in se ga je treba izogibati. Levčenko je ukrajinščino imenoval za jezik folklore in anekdot. Vendar pravi, da bo zaradi načela govoril knjižni ukrajinski jezik, ko bo ruski jezik sprejet kot edini državni jezik. Anna German, tiskovna predstavnica iste stranke, je te izjave močno kritizirala.
Mihail Baharev, podpredsednik parlamenta Krimske avtonomne republike (in glavni urednik Krimske Pravde), odkrito pravi, da ukrajinskega jezika ni in da je to jezik neizobraženega dela prebivalstva. Trdi, da so ga izumili Taras Ševčenko in drugi. Verjame tudi, da ukrajinskega naroda ni, da za ukrajinsko državo ni prihodnosti in da je treba ukrajinizacijo ustaviti.

#### Minister za šolstvo Ukrajine
Nekdanji ukrajinski minister za znanost in izobraževanje Dmitro Tabačnik je v nekaterih delih Ukrajine sprožil proteste, ki so ga označili za protiukrajinca zaradi njegovih izjav o zahodnih Ukrajincih, njegove naklonjenosti ruskemu jeziku in zanikanja Gladomora. Tabačnikov pogled na zgodovino Ukrajine vključuje tezo, da zahodni Ukrajinci v resnici niso Ukrajinci. V članku za ruski časnik Izvestia je Tabačnik zapisal: » Galičani (zahodni Ukrajinci) praktično nimajo nič skupnega z ljudmi Velike Ukrajine, ne v mentaliteti, ne v veri, ne v jezikoslovju, ne v političnem prostoru« ... »Imamo različne sovražnike in različne zaveznike. Poleg tega so naši zavezniki in celo bratje njihovi sovražniki, in njihova 'heroja' (Stepan Bandera, Roman Šuhevič) pa sta za nas morilca, izdajalca in podpornika Hitlerjevih krvnikov. Do 17. marca 2010 so štirje regionalni sveti zahodne Ukrajine sprejeli resolucije, ki so pozivali k razrešitvi ministra. Številne civilne in študentske organizacije iz vse države (vključno s Hersonom v južni Ukrajini in Doneckom v vzhodni Ukrajini), avtorji in nekdanji sovjetski disidenti so podpisali peticijo, ki so pozivale k njegovi odstranitvi. Tabačnik je tudi izjavil, da ukrajinski učbeniki zgodovine vsebujejo "preprosto napačne" informacije, in napovedal, da jih namerava ponovno napisati.

### Rusija
V anketi Levada centra junija 2009 v Rusiji je 75 % ruskih anketirancev spoštovalo Ukrajince kot etnično skupino, 55 % pa jih je bilo negativnih glede Ukrajine kot države. Maja 2009 je bilo 96 % Ukrajincev v anketi Kijevskega mednarodnega sociološkega inštituta pozitivnih glede Rusov kot etnične skupine, 93 % jih je spoštovalo Rusko federacijo in 76 % spoštovalo ruski establišment.
Zdi se, da nekateri ruski mediji poskušajo diskreditirati  Ukrajino. Zdi se, da mediji, kot je Komsomolska pravda, poskušajo okrepiti slabe odnose med Ukrajino in Rusijo. Protiukrajinska stališča so obstajala med številnimi ruskimi politiki, kot so nekdanji župan Moskve Jurij Lužkov in vodja Liberalno-demokratske stranke Rusije in podpredsednik ruskega parlamenta Vladimir Žirinovski.
Po podatkih ukrajinskega kulturnega centra Baškortostana imajo Ukrajinci v tej državi kljub veliki prisotnosti v Rusiji manj dostopa do šol v ukrajinskem jeziku in ukrajinskih cerkva kot druge etnične skupine. V Vladivostoku so po besedah vodje oddelka ukrajinske vlade za zadeve ukrajinske diaspore lokalni ruski uradniki prepovedali ukrajinsko nedeljsko šolo, da ne bi "poudarjali nacionalnih vprašanj"
Po besedah predsednika Ukrajinskega svetovnega kongresa leta 2001 so bile vztrajne zahteve za registracijo Ukrajinske pravoslavne cerkve – Kijevskega patriarhata ali Ukrajinske katoliške cerkve ovirane zaradi "posebne diskriminacije" do njih, medtem ko so se druge katoliške, muslimanske in judovske veroizpovedi odrezale veliko bolje. Po podatkih Ukrajinske grškokatoliške cerkve je imela njihova denominacija do leta 2007 samo eno cerkveno stavbo v vsej Rusiji.
Leta 2008 je Nikolaj Smirnov objavil dokumentarec, v katerem trdi, da je Ukrajina del ene cele Rusije, ki so jo razdelile različne zahodne sile, kot je Poljska.
Novembra 2010 je Visoko sodišče Rusije preklicalo registracijo ene največjih civilnih skupnosti ukrajinske manjšine, "Zvezne narodno-kulturne avtonomije Ukrajincev v Rusiji " (FNCAUR). Po mnenju avtorja Mihaila Ratušnija se ukrajinski aktivisti v večjem delu Rusije še naprej soočajo z diskriminacijo in fanatizmom.
Po ukrajinskem protestnem gibanju Evromajdan, ruski aneksaciji Krima in sponzoriranju pro-ruskih separatistov v Donbasu leta 2014 se je v ruskih medijih povečala pojavnost ukrajinofobije v ruskih državnih medijih. Po ruski invaziji na Ukrajino leta 2022 se je sovraštvo še stopnjevalo. S strani Vladimirja Putina, Dmitrija Medvedjeva, ostalih visokih uradnikov in vojaških poveljnikov ter državnih medijev je Ukrajina bila obtožena nacizma, satanizma, narkomanstva, pod vprašanje je bila postavljena legitimnost Ukrajine, nacionalna identiteta Ukrajincev, demokratično izvoljen politični vrh Ukrajine, pojavili so se pozivi k genocidu nad Ukrajinci, Ukrajinci so bili obtoženi genocida, za katerega ni dokazov, širili so teorije zarote o razvoju bioloških orožij proti Slovanom, uporabi ptic in "bojnih komarjev" kot orožij za širjenje virusov, namena uporabe umazane bombe. Ruska državna tiskovna agencija je objavila članek Kaj naj Rusija stori z Ukrajino, ki poziva k uničenju ukrajinske nacionalne identitete, kulture ter države. V okupirani ukrajinskih regijah so ruske sile v več knjižnicah in ustanovah zaplenile ukrajinsko literaturo in arhivsko gradivo ter jo zažgale. Od šolskega leta 2023/2024 naprej so okupacijske oblasti iz kurikuluma umaknile ukrajinščino, uvozile ruske učitelje, začele poučevati propagandno verzijo zgodovine, ki zanika ukrajinsko identiteto ter šole napolnile z ruskimi nacionalnimi simboli. Na okupiranih območjih so prav tako prepovedali Ukrajinsko grško-katoliško cerkev in oblasti so ljudi pozivale k spremembi svojih priimkov v ruske različice. Ruske oblasti so iz okupiranih območij ugrabile tisoče otrok ter jih razselile po več centrih v Rusiji, spremenile identitete ter dale v rejništvo tujim družinam. Tiskovni predstavnik Kremlja je marca 2024 izjavil, da ne morejo dopustiti obstoja Ukrajine kot države, ker si prizadeva osvoboditi ozemlja, ki jih okupira Rusija.

### Slovenija
Po ruski invaziji na Ukrajino so se incidenti z elementi sovraštva do Ukrajincev zgodili tudi v Sloveniji. Na družbenih omrežjih pa se je pojavilo veliko ksenofobne vsebine do ukrajinskih beguncev. Po razkritju murala ukrajinskega umetnika Konstantina Kačanovskega v Mariboru, je ukrajinsko skupnost v Sloveniji razočarala velika količina sovražnih komentarjev pod objavami o njem. V odgovor so spregovorili o ukrajinofobiji, nasilju in ustrahovanju s podpiranjem ruske agresije s katerimi se redno srečujejo v Sloveniji, še posebno njihovi otroci v šolah, ob tem pa izpostavili, da jih v mnogih primerih odkrito sovražijo državljani srbskega porekla.
Shodi v podporo Ukrajini redno potekajo v družbi neprijavljenih protishodov provokatorjev, ki se zbirajo v skupini »Slovenija proti rusofobiji«, ki v vojni odkrito podpira Rusijo, njeni pripadniki pa pogosto nosijo različne sovražne simbole do Ukrajincev. Poleg tega ta skupina tedensko organizira shode v podporo Rusiji, večje pa na obletnice invazije leta 2022. Na shodih ponavljajo prorusko propagando in nosijo različne simbole ruske vojske, Putina in simbole okupacije Ukrajine oz. ruskega imperializma. Na shodih so večkrat verbalno napadali in ustrahovali Ukrajince, ki so jih imenovali za »naciste«, ženske pa tudi za »prostitutke«. Udeležujejo se jih tudi nekateri politiki kot je npr. Violeta Tomić. Pripadniki skupine so obisk Olene Zelenske v Sloveniji pospremili z ukrajinofobnimi zmerljivkami in grozili s protestom s »presenečenjem« za njo, na portalu MMC pa se je pojavila velika količina sovražnega govora do nje in Ukrajine, domnevno kot del ruskega propagandnega stroja.

### Poljska
Poljsko protiukrajinsko razpoloženje sega v čas po drugi svetovni vojni, med katero so številni ukrajinski katoliki sodelovali z nacisti. Nekateri, vključno z Johnom Demjanjukom, so delali kot stražarji nacističnih koncentracijskih taborišč ali Trawniki, drugi so zagrešili grozodejstva nad civilisti kot pripadniki Ukrajinske uporniške vojske, mnogi pa so ob nemški zasedbi pobili svoje judovske in poljske sosede. 
Konec leta 1995 so za ukrajinsko organizacijo "ZUwP" zahtevali prepoved delovanja, ki mu je sledil val protiukrajinskih akcij, ki so izbruhnile med festivalom ukrajinske kulture na Poljskem v obmejnem mestu Przemyśl leta 1995, kjer so grozili udeležencem in je prišlo do številnih vandalskih dejanj. Povečalo se je število grafitov s protiukrajinskimi slogani in urad "Związek Ukraińców w Polsce" je bil zažgan. V nekaterih mestih so protiukrajinski napadi, vandalska dejanja z organiziranim značajem so ciljali na centre ukrajinske kulture, šole, cerkve, spomenike.
Ukrajinofobni in antisemitski avtorji, ki jih je objavljala poljska založba Nortom, so bili: Roman Dmowski, Janusz Dobrosz, Jędrzej Giertych, Jan Ludwik Popławski, Maciej Giertych, Stanisław Jastrzębski, Edward Prus..  Leta 2000 je bil Nortom prisiljen umakniti svojih 12 kontroverznih naslovov s Frankfurtskega knjižnega sejma s strani predstavnika poljskega ministrstva za kulturo Andrzeja Nowakowskega, ki je spregledal poljsko razstavo. Nortom je bil obtožen prodaje protinemških, protiukrajinskih in antisemitskih knjig, zlasti s sledečimi naslovi: "Być czy nie być" Stanisława Bełze, "Polska i Niemcy" Jędrzeja Giertycha in "I tak nie przemogą. Antykościół, antypolonizm, masoneria" njegovega sina Macieja Giertycha. Na podlagi zgornje zahteve se je predsednik poljske delegacije Andrzej Chrzanowski iz Polske Izba Książki odločil kaznovati Nortom tako, da ga v celoti umakne s knjižnega sejma leta 2000. 

### Kanada
Protiukrajinska diskriminacija je bila v Kanadi prisotna od prihoda Ukrajincev v Kanado okoli leta 1891 do poznega 20. stoletja. V nekem smislu je bil to del večjega trenda nativizma v Kanadi v tem obdobju. Toda Ukrajinci so bili zaradi velikega števila, prepoznavnosti (zaradi oblačenja in jezika) in političnega aktivizma izpostavljeni posebni diskriminaciji. Med prvo svetovno vojno je kanadska vlada internirala okoli 8.000 ukrajinskih Kanadčanov kot "sovražnikove tujce" (ker so prišli iz Avstrijskega cesarstva). V medvojnem obdobju je vse ukrajinske kulturne in politične skupine, ne glede na njihovo ideologijo, spremljala Royal Canadian Mounted Police in veliko njihovih voditeljev je bilo deportiranih.
Ta odnos se je po drugi svetovni vojni začel počasi spreminjati, saj je kanadska politika priseljevanja in kulturna politika na splošno prešla iz eksplicitno nativistične v bolj pluralistično. Ukrajinski nacionalisti so bili zdaj videti kot žrtve komunizma in ne kot nevarni prevratniki. Ukrajinci so začeli opravljati visoke funkcije in senator Paul Yuzyk je bil eden prvih zagovornikov politike "večkulturnosti", ki bi končala uradno diskriminacijo in priznala prispevke Kanadčanov, ki niso Angleži in Francozi. Kraljeva komisija za dvojezičnost in dvokulturnost iz šestdesetih let prejšnjega stoletja, ki je bila prvotno ustanovljena le za reševanje francosko-kanadskih zamer, je začela prehod na večkulturnost v Kanadi zaradi želje premierja Pierra Trudeauja po ukrajinskih glasovih v Zahodni Kanadi. V komisiji je bil tudi ukrajinsko-kanadski komisar Jaroslav Rudnyckyj.
Od sprejetja uradne večkulturnosti v skladu s sedemindvajsetim razdelkom "Kanadske listine o pravicah in svoboščinah" leta 1982 so  Ukrajinci v Kanadi dobili pravno zaščito pred diskriminacijo. Ukrajinski Kanadčani so imeli visoke funkcije, vključno z generalnim guvernerjem (Ray Hnatyshyn), podpredsednico vlade (Chrystia Freeland), vodjo opozicije (Rona Ambrose) in več premierjev provinc.

## Slengovske reference na Ukrajince in ukrajinsko kulturo
Uporaba etničnih žaljivk in stereotipov v zvezi z Ukrajinci v ruskih medijih je ena od razlogov za skrb ukrajinske skupnosti v Rusiji.

### Etnične žalitve
- hohol – izhaja iz izraza za tradicionalno frizuro v kozaškem slogu.[99]
- salojed – temelji na stereotipu in šali, da je salo priljubljena nacionalna hrana Ukrajincev.
- Ukr, množina Ukry – Po osamosvojitvi so Ukrajinci po dolgem obdobju polonizacije in rusifikacije začeli obnavljati svojo zgodovino. Rusi so se posmehovali temu državotvornemu zagonu. Ruska šala je, da so Ukrajinci izpeljali ime države Ukrajina iz imena domnevnega starodavnega plemena "Ukri". Posmehljivo imenovan tudi Veliki Ukri, Velikiie Ukry.
- Ukrop – dobesedno "koper", besedna igra: ukrajinec = ukrop.[100] Žaljivko so si Ukrajinci prilastili med vojno v Donbasu,[101] kasneje pa jo je sprejela stranka UKROP.
- Szoszon – Na Poljskem, zlasti v vzhodnih delih države, posnemanje ukrajinskega ščo, dobesedno "kaj?".[102]

### Politične žaljivke in zgodovinski vzdevki
- Maloross – "Malorus", oživitev imperialnega ruskega imenovanja za Ukrajince iz devetnajstega stoletja, ki danes velja za omalovažujočega do neodvisne ukrajinske narodnosti.

Obstajajo številne ruske žalitve, ki temeljijo na domnevnem nasprotovanju vseh Ukrajincev vsemu ruskemu (ali vsemu sovjetskemu v preteklosti):
- Mazepinec – privrženec Ivana Mazepe, arhaično.
- Petljurovec – podpornik Simona Petljure.[103]
- Banderivec, Banderovec ali Benderovec – privrženec Stepana Bandere.[104] Tudi variante Bandera, Banderlog.
- Žydobandera ali Žydobanderovec – mešanica Žyda (žida) in privrženca Bandere.
- Majdaun – mešanica protestnega gibanja Majdan in daun, osebe z Downovim sindromom.[105]
- Majdanutyj – mešanica Majdana in jebanutyj, »jeban v glavo« (nor).[106]
- kastruljegolovyj – dobesedno "lonceglavci". Zaničljiv izraz za privržence Evromajdana.[107] Tako imenovani »zakoni o diktaturi« so med drugim prepovedovali uporabo čelad med množičnimi shodi. 19. januarja 2014 so se nekateri udeleženci Evromajdana posmehovali prepovedi tako, da so kot čelade nosili kuhinjsko posodo.[108][109][110][111]
- svidomit – mešanica ukrajinskega svidomyj, »zavesten, vesten«,[112] in ruskega sodomit.

### Drugo
- mova – rusko posmehljivo slengovsko sklicevanje na ukrajinski jezik ("jezik" je mova v ukrajinščini, jazik v ruščini).[113][114]
- nezaležnaja – rusko posmehljivo slengovsko sklicevanje na Ukrajino. Izposoja ukrajinskega nezaležna, "neodvisna", z rusko končnico, ki se norčuje iz zgodovinskega ukrajinskega boja za neodvisnost (primerjaj rusko nezavisimaja). Rusi in ruski množični mediji ga včasih pogovorno uporabljajo za izražanje ironičnega, omalovaževalnega odnosa do Ukrajine.[115][114]
- v ruščini se pogosto namesto predloga v (rusko в Украине) kot način žalitve uporablja na (на Украине), kjer slednji Ukrajino definira le kot regijo oz. provinco (Rusije) in ne kot samostojno državo. Tega načina izražanja se poslužuje tudi ruski državni vrh.[116][117]

## Protiukrajinsko razpoloženje v kulturi in medijih
- Brother 2: brat glavnega junaka ubije člana ukrajinske mafije v Chicagu, medtem ko reče "Vi psice mi boste odgovarjale za Sevastopol!", druge interakcije vključujejo protiukrajinske žaljivke in stereotipe.
- 72 metrov[118][119]